# Тракстон (Нью-Йорк)
Тракстон (англ. Truxton) — місто (англ. town) в США, в окрузі Кортленд штату Нью-Йорк. Населення — 997 осіб (2020).

## Демографія
Згідно з переписом 2010 року, у місті мешкали 1133 особи в 438 домогосподарствах у складі 302 родин. Було 490 помешкань
Расовий склад населення:
| - 97,8 % — білих - 0,6 % — чорних або афроамериканців - 0,2 % — корінних американців - 0,2 % — азіатів |

До двох чи більше рас належало 1,1 %. Частка іспаномовних становила 2,2 % від усіх жителів.
За віковим діапазоном населення розподілялося таким чином: 23,7 % — особи молодші 18 років, 64,6 % — особи у віці 18—64 років, 11,7 % — особи у віці 65 років та старші. Медіана віку мешканця становила 41,7 року. На 100 осіб жіночої статі у місті припадало 103,4 чоловіків;  на 100 жінок у віці від 18 років та старших — 101,4 чоловіків також старших 18 років.
Середній дохід на одне домашнє господарство  становив 76 912 долари США (медіана — 56 786), а середній дохід на одну сім'ю — 87 771 долар (медіана — 70 000). Медіана доходів становила 39 554 долари для чоловіків та 37 381 долар для жінок. За межею бідності перебувало 9,4 % осіб, у тому числі 13,5 % дітей у віці до 18 років та 6,5 % осіб у віці 65 років та старших.
Цивільне працевлаштоване населення становило 551 особа. Основні галузі зайнятості: освіта, охорона здоров'я та соціальна допомога — 31,6 %, будівництво — 12,7 %, виробництво — 10,9 %.